# Чемберс, Джейн
Джейн Чемберс (англ. Jane Chambers, 27 марта 1937, Колумбия — 1983, Гринпорт, Нью-Йорк) — американский драматург. Она была «первопроходцем в написании театральных произведений с откровенно лесбийскими персонажами».
Чемберс родилась в Колумбии, штат Южная Каролина, но выросла в Орландо, штат Флорида, где начала писать сценарии для местных общественных радиостанций. Она училась в Роллинз-колледже, намереваясь стать драматургом, но бросила колледж после того, как столкнулась там с дискриминацией как женщина. После изучения актёрского мастерства в течение сезона в Театре Пасадены в 1956 году она переехала в Нью-Йорк, а затем в Поланд-Спринг, штат Мэн, где работала на телеканале WMTW. Вернувшись в Нью-Йорк в 1968 году, она поступила в Годдард-колледж в Вермонте, чтобы снова попытаться получить степень бакалавра. Там она встретила Бет Аллен, которая стала её любовницей, компаньоном и менеджером.
Получив степень в 1971 году, Чемберс начала добиваться признания как писательница: она получила премию Розенталя за поэзию, а её пьеса «Христос в домике на дереве» получила премию Коннектикутского образовательного телевидения. В 1972 году она получила стипендию Юджина О’Нила за Tales of the Revolution and Other American Fables, поставленные в Мемориальном театре Юджина О’Нила. Она помогла основать театр в Женском интерарт-центре в Нью-Йорке, поставив там свою пьесу «Случайное насилие» в 1972 году. Её сценарий для мыльной оперы «В поисках завтрашнего дня» принёс ей премию Гильдии сценаристов США в 1973 году. «Поздний снег», поставленный в Playwrights Horizons в 1974 году, был одной из первых пьес, в которых персонажи-лесбиянки изображались в положительном свете. В 1980 году Чемберс начала работать с The Glines, написав «Прошлым летом в бухте Блюфиш» для их Первого фестиваля гей-американского искусства, о влиянии на женщину и её друзей-лесбиянок факта того, что у неё диагностировали рак. У самой Чемберс был диагностирован рак в 1981 году. Она продолжала писать, продюсируя My Blue Heaven («Мои голубые небеса») для Второго фестиваля гей-американского искусства в Glines и The Quintessential Image для Женской театральной конференции в Миннеаполисе.
Она умерла в своём доме в Гринпорте, Лонг-Айленд, 15 февраля 1983 года. Начиная с 1984 года в её честь ежегодно вручается премия Джейн Чемберс за драматургию.
В 2022 году Чемберс была упомянута в книге «50 ключевых фигур в квир-театре США» с профилем, написанным театроведом Сарой Уорнер.

## Произведения
- Burning: a novel, 1978
- A late snow: a play in two acts, 1979
- Last Summer at Bluefish Cove[англ.]: a play in two acts, 1980
- My blue heaven: a comedy in two acts, 1981
- Warrior at rest: a collection of poetry, 1984
- Chasin' Jason: a novel, 1987